# (300163) 2006 VW139
288P/2006 VW139, malo tijelo Sunčevog sustava. Također nosi oznaku 3001632006 VW i P/2006 VW139 te kometnu oznaku 288P. Predotkriveno je 2000. godine na snimkama. 
Asteroid je s kometnim osobinama. Veličine je nešto veće od kilometra, nalazi se u vanjskom predjelu Glavnog asteroidnog pojasa i prvi je otkriveni „binarni komet Glavnog asteroidnog pojasa”. Pretpostavlja se da je ugljikove vrste. Ima jedan prirodni satelit.
Luk promatranja počeo je rujna 2000. godine, s predotkrićem na Digitalnom nebeskom pregledu Sloanu na Opservatoriju Apache Pointu, Novi Meksiko. Službeno otkriće 2006 VW139 pripisuje se pregledu Spacewatchu. Nadnevak otkrića je 15. studenoga 2006., a mjesto službenog otkrića je Nacionalni opservatorij Kitt Peak kod Tucsona u Arizoni, SAD. Moguću kometnu aktivnost primijetio je Pan-STARRS studenoga 2011. godine. Spacewatch i Pan-STARRS su Nasini projekti pregleda asteroida u programu promatranja Zemlji bliskih objekata. Nakon Pan-STARRSovih promatranja tijelu je dodijeljena privremena oznaka 288P.
Minor Planet Center mu je 12. listopada 2011. dodijelio brojčanu oznaku (M.P.C. 76600).
2006 VW139 pripada isključivoj vrsti kometa Glavnog pojasa, koji pokazuju osobine i kometa i asteroida. Također je sinkroni binarni sustav i moguće najsporiji sporo rotirajuće malo tijelo za koje se zna da postoji. Binarnu narav potvrdio je svemirski teleskop Hubble rujna 2016. godine. Primarno tijelo u sustavu i njegov mjesec slične su mase i veličine, što ga čini istinskim binarnim sustavom. Sastavni dijelovi sustava procijenjeni su na 1,8 km u promjeru, gdje svaka kruži u orbiti jedna oko druge na udaljenosti od 104 km, napravivši puni krug svakih 135 dana.
Hubbleova snimka rujna 2016. nastala je tik prije najbližeg prilaza Suncu i potvrdila je binarnu narav dvaju asteroida koji orbitiraju jedan oko drugoga, te otkrila kometnu aktivnost u tijeku. Ovo objekt čini prvim znanim binarnim asteroidom koji je svrstan u komete Glavnog pojasa. Za binarnost se smatra da je nastala kao rezultat fisije prekursora koju je prouzročila vrtnja vođena efektom Jorpom.
Kombinirane osobine ovog binarnog asteroida - široka odvojenost, približno jednaka veličina komponenata, visoka ekscentričnost orbite te kometolika aktivnost čini ga jedinstvenim među nekoliko znanih binarnih asteroida široke razdvojenosti.
2006 VW139 ne spada ni u koju dosad znanu obitelj pozadinsku populaciju („background population”, „interloper”) asteroida Glavnog pojasa. Budući da je i binarni asteroid i komet Glavnog pojasa, on je „aktivni asteroid”. Kruži oko Sunca u vanjskom Glavnom pojasu na udaljenosti od 2,4 do 3,7  AJ svakih 5 godina i 4 mjeseca (1.944 dana; velika poluos je 3,05 AJ). Orbita je ekscentričnosti 0,20 i nagiba 3 stupnja prema ekliptici.

## Vanjske poveznice
- Comet or Asteroid? Hubble Discovers that a Unique Object is a Binary, Hubblesite, September 2017
- Asteroids with Satellites, Robert Johnston, johnstonsarchive.net
- Asteroid Lightcurve Database (LCDB), query form (info  Arhivirana inačica izvorne stranice od 16. prosinca 2017. (Wayback Machine))
- Dictionary of Minor Planet Names, Google books
- Asteroids and comets rotation curves, CdR – Observatoire de Genève, Raoul Behrend
- Discovery Circumstances: Numbered Minor Planets (300001)-(305000) – Minor Planet Center
- AstDyS-2, Asteroids—Dynamic Site (300163) 2006 VW139